# Ferrocarril en Rumania

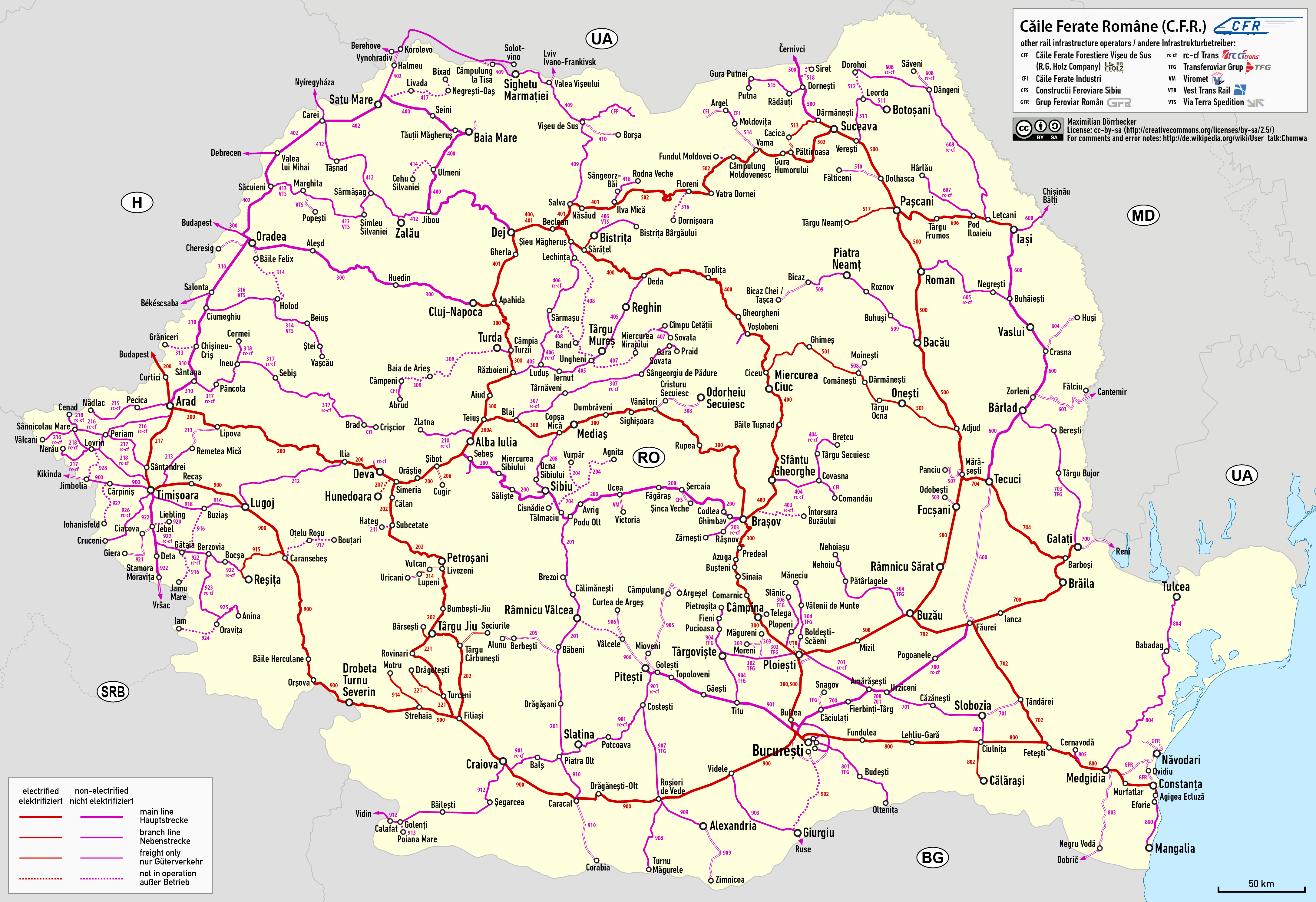
Mapa de la red ferroviaria de Rumanía.

El primer ferrocarril del Reino de Rumanía se inauguró en 1869 y unía Bucarest y Giurgiu. El primer ferrocarril en el actual territorio rumano se inauguró en 1854, entre Oraviţa y Baziaş, en el Banato, aunque esa región estaba entonces bajo la administración del Imperio austriaco y pasó a formar parte de Rumanía tras la Primera Guerra Mundial, justo al lado de la frontera con Serbia.[cita requerida]
Desde entonces, la red ferroviaria rumana se ha ampliado considerablemente y es ahora la cuarta más grande de Europa por la longitud total de las vías, con 22.298 km. De ellos, unos 8.585 km están electrificados. La longitud del trazado es de 10.788 km. El sistema ferroviario rumano está insuficientemente conectado y es uno de los menos duraderos del mundo.
Rumanía es miembro de la Unión Internacional de Ferrocarriles (UIC). El código de país UIC de Rumanía es el 53.

## Operadores
La red solía ser operada por Căile Ferate Române (CFR), la compañía ferroviaria estatal, pero desde 1998, varias empresas privadas han comenzado a operar en el transporte de pasajeros y/o mercancías.
- Regiotrans
- Grup Feroviar Român
- Servtrans
- Softrans
- Transferoviar Grup
- Unifertrans

La división de carga ferroviaria de CFR se convirtió en CFR Marfă.

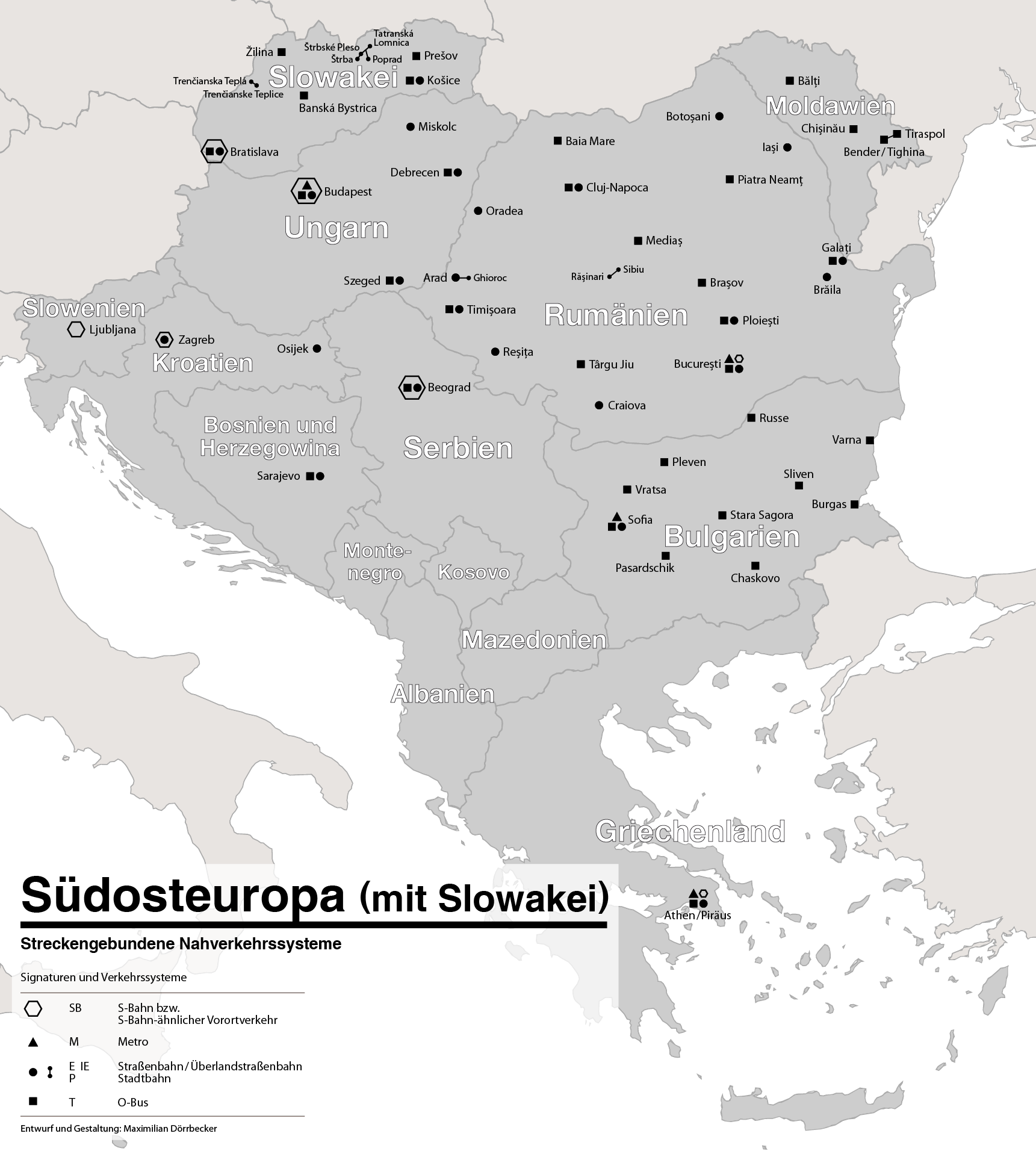
Mapa de los sistemas de transporte público de ruta fija (ferrocarriles de cercanías, sistemas de tránsito rápido y ligero, tranvía, trolebús) en el sureste de Europa y en Eslovaquia (agosto de 2011).

## Enlaces ferroviarios con países adyacentes
- Mismo ancho de vía:
  - Hungría - Múltiples cruces (de norte a sur - Carei, Valea lui Mihai, Oradea, Salonta, Curtici. Múltiples frecuencias diarias de pasajeros a Budapest y más allá (sólo a Győr, Mosonmagyaróvár, Hegyeshalom y Viena por el momento) desde Bucarest y desde muchas ciudades dentro de Transilvania (sin problemas de tensión, ambos sistemas ferroviarios electrificados a 25 kV, 50 Hz AC; cruce electrificado en Curtici/Lokoshaza solamente).
  - Serbia - Cruces en Jimbolia y Stamora Moraviţa. Desde marzo de 2020, no hay transporte ferroviario de pasajeros de Bucarest a Belgrado vía Timișoara y Vršac. No hay problemas de tensión (los cruces no están electrificados).
  - Bulgaria - Cruces en Calafat, Giurgiu y Negru Vodă. Servicio diario de pasajeros a Sofía y más allá (Atenas y Estambul) desde Bucarest. No hay problemas de tensión (actualmente no hay cruces electrificados, está prevista la electrificación del cruce Calafat-Vidin, con la misma tensión, 25 kV, 50 Hz AC).
  - Ucrania - Cruce de doble vía en Halmeu. No hay problemas de tensión (el cruce no está electrificado). En la actualidad, sólo para el transporte de mercancías. La línea de doble ancho permite las conexiones de ancho estándar con Hungría y Eslovaquia a través de Chop.
- Cambio de ancho de vía:
  - Ucrania - Ancho de vía de 1.435 mm/1.520 mm. Cruces en Vicşani, Valea Vişeului y Câmpulung-la-Tisa (incluyendo sistemas de conversión de bogies). Existe una vía de doble ancho (4 carriles) entre Tereseva (Ucrania)/Câmpulung-la-Tisa - Sighetu Marmaţiei - Valea Vişeului, que vuelve a entrar en Ucrania. Los trenes ucranianos (tanto de mercancías como de pasajeros) utilizan ocasionalmente esta ruta sin parar en Rumanía. Existen servicios internacionales de pasajeros entre Bucarest y Kiev (y hacia Moscú) vía Vicşani (operados por CFR, con coches de UZ y RZD) y entre Sighetu Marmaţiei y Teresva (operados por UZ). No hay problemas de tensión (los cruces no están electrificados).
  - Moldavia - Ancho de vía de 1.435 mm/1.520 mm. Existen cruces y cambiadores de bogies en Ungheni (Moldavia) y Galaţi-Reni. No hay problemas de tensión (ninguna de las vías de los ferrocarriles moldavos está electrificada). Servicio diario de pasajeros a Chişinău desde Bucarest. Múltiples servicios diarios desde Iaşi.